# Villa Grove
Villa Grove is een plaats (city) in de Amerikaanse staat Illinois, en valt bestuurlijk gezien onder Douglas County.

## Demografie
Bij de volkstelling in 2000 werd het aantal inwoners vastgesteld op 2553. In 2006 is het aantal inwoners door het United States Census Bureau geschat op 2486, een daling van 67 (-2,6%).

## Geografie
Volgens het United States Census Bureau beslaat de plaats een oppervlakte van 3,9 km², geheel bestaande uit land. Villa Grove ligt op ongeveer 201 m boven zeeniveau.

## Plaatsen in de nabije omgeving
De onderstaande figuur toont nabijgelegen plaatsen in een straal van 16 km rond Villa Grove.